# Taça Tupi 2016
La Taça Tupi 2016, la seconda divisione del campionato brasiliano di rugby a 15, si è svolta dal 27 agosto al 30 ottobre 2016.
Il trofeo è andato per la seconda volta allo Jacareí Rugby.

## Formula
Nella fase a gironi le 12 squadre sono state suddivise in tre gironi territoriali con partite di solo andata.
Le squadre prime classificate dei tre gironi, più la migliore seconda classificata sono state ammesse alle semifinali con partita unica.
La vincente della finale è stata promossa direttamente al Super8 2017 la perdente della finale ha incontrato la settima classificata del Super8 2016 in uno spareggio per giocarsi il posto al campionato 2017.

## Squadre partecipanti
| Squadre partecipanti         | Squadre partecipanti | Squadre partecipanti | Squadre partecipanti |
| ---------------------------- | -------------------- | -------------------- | -------------------- |
| Squadra                      | Città                | Stato                |                      |
| BH Rugby                     | Belo Horizonte       | Minas Gerais         |                      |
| Charrua                      | Porto Alegre         | Rio Grande do Sul    |                      |
| Guanabara                    | Rio de Janeiro       | Rio de Janeiro       |                      |
| Jacareí                      | Jacareí              | São Paulo            |                      |
| Joaca Rugby                  | Florianópolis        | Santa Catarina       |                      |
| Pé Vermelho                  | Londrina             | Paraná               |                      |
| Nova Lima Rugby              | Nova Lima            | Minas Gerais         |                      |
| Poli Rugby                   | San Paolo            | San Paolo            |                      |
| Rio Branco                   | San Paolo            | San Paolo            |                      |
| San Diego                    | Porto Alegre         | Rio Grande do Sul    |                      |
| Serra                        | Caxias do Sul        | Rio Grande do Sul    |                      |
| URA - União Rugby Alphaville | Barueri              | San Paolo            |                      |

## Fase a gironi
| Gruppo A                                     | Gruppo B                                      | Gruppo C                                    |
| -------------------------------------------- | --------------------------------------------- | ------------------------------------------- |
| - BH Rugby - Guanabara - Jacareí - Nova Lima | - Pé Vermelho - Poli Rugby - Rio Branco - URA | - Charrua - Joaca Rugby - San Diego - Serra |

### Gruppo A
| Jacareí 27 agosto 2016 | Jacareí | 95 – 0 | Nova Lima | Campo Balneario |

| Belo Horizonte 27 agosto 2016 | BH Rugby | 22 – 13 | Guanabara | Centro Universitario UNIBH |

| Belo Horizonte 10 settembre 2016 | BH Rugby | 54 – 8 | Nova Lima | Centro Universitario UNIBH |

| Rio de Janeiro 10 settembre 2016 | Guanabara | 20 – 27 | Jacareí | Campo Prefeitura Universitaria |

| Jacareí 24 settembre 2016 | Jacareí | 66 – 7 | BH Rugby | Campo Balneario |

| Nova Lima 24 settembre 2016 | Nova Lima | 10 – 77 | Guanabara | Estadio da Colina |

Classifica
|  |    | Squadra   | G | V | N | P | PF  | PS  | P±   | BM | BS | Pt |
|  | -- | --------- | - | - | - | - | --- | --- | ---- | -- | -- | -- |
|  | 1. | Jacareí   | 3 | 3 | 0 | 0 | 188 | 27  | 161  | 3  | 0  | 15 |
|  | 2. | BH Rugby  | 3 | 2 | 0 | 1 | 83  | 87  | −4   | 1  | 0  | 9  |
|  | 3. | Guanabara | 3 | 1 | 0 | 2 | 110 | 59  | 51   | 1  | 1  | 6  |
|  | 4. | Nova Lima | 3 | 0 | 0 | 3 | 18  | 226 | −208 | 0  | 0  | 0  |

### Gruppo B
| San Paolo 27 agosto 2016 | Rio Branco | 48 – 12 | URA | Academia militar do Barro Branco |

| San Paolo 27 agosto 2016 | Poli | 44 – 12 | Pé Vermelho | Arena Paulista |

| Cambé 10 settembre 2016 | Pé Vermelho | 7 – 50 | Rio Branco |  |

| San Paolo 10 settembre 2016 | Poli | 43 – 0 | URA | CEPEUSP |

| San Paolo 24 settembre 2016 | Rio Branco | 19 – 23 | Poli | Academia militar do Barro Branco |

| Barueri 24 settembre 2016 | URA | 20 – 19 | Pé Vermelho | Campo da URA |

Classifica
|  |    | Squadra     | G | V | N | P | PF  | PS  | P±  | BM | BS | Pt |
|  | -- | ----------- | - | - | - | - | --- | --- | --- | -- | -- | -- |
|  | 1. | Poli Rugby  | 3 | 3 | 0 | 0 | 119 | 31  | 88  | 3  | 0  | 15 |
|  | 2. | Rio Branco  | 3 | 2 | 0 | 1 | 117 | 61  | 56  | 2  | 0  | 10 |
|  | 3. | URA         | 3 | 1 | 0 | 2 | 32  | 110 | −78 | 0  | 0  | 4  |
|  | 4. | Pé Vermelho | 3 | 0 | 0 | 3 | 48  | 114 | −66 | 0  | 1  | 1  |

### Gruppo C
| Gravataí 27 agosto 2016 | San Diego | 36 – 0 | Joaca | Fazendinha |

| Caxias do Sul 27 agosto 2016 | Serra | 3 – 27 | Charrua | Estádio Municipal |

| Porto Alegre 10 settembre 2016 | Charrua | 19 – 25 | San Diego | Hípica |

| Caxias do Sul 10 settembre 2016 | Serra | 13 – 32 | Joaca | Estádio Municipal |

| Gravataí 24 settembre 2016 | San Diego | 22 – 10 | Serra | Fazendinha |

| Florianópolis 24 settembre 2016 | Joaca | 8 – 19 | Charrua | CEFA UFSC Tapera |

Classifica
|  |    | Squadra   | G | V | N | P | PF | PS | P±  | BM | BS | Pt |
|  | -- | --------- | - | - | - | - | -- | -- | --- | -- | -- | -- |
|  | 1. | San Diego | 3 | 3 | 0 | 0 | 83 | 29 | 54  | 2  | 0  | 14 |
|  | 2. | Charrua   | 3 | 2 | 0 | 1 | 65 | 36 | 29  | 1  | 1  | 10 |
|  | 3. | Joaca     | 3 | 1 | 0 | 2 | 40 | 68 | −28 | 1  | 0  | 5  |
|  | 4. | Serra     | 3 | 0 | 0 | 3 | 26 | 81 | −55 | 0  | 0  | 0  |

## Semifinali
| San Paolo 8 ottobre 2016 | Poli | 24 – 22 | San Diego | CEPEUSP |

| Jacareí 8 ottobre 2016 | Jacareí | 51 – 7 | Rio Branco | Campo Balneario |

## Finale
| São José dos Campos 30 ottobre 2016 | Jacareí | 14 – 12 | Poli | Estádio Martins Pereira |

## Spareggio per l'ammissione al campionato 2017
| San Paolo 18 marzo 2017 | Poli Rugby | 32 – 3 referto | Niterói | CEPEUSP |